# Helena Żelewska
Helena Żelewska (ur. 26 maja 1869 w Mściszewicach, zm. w 1937 we Wejherowie) – polska nauczycielka i działaczka społeczna w Wolnym Mieście Gdańsk, współtwórczyni Gimnazjum Polskiego Polskiej Macierzy Szkolnej.

## Życiorys
Przyszła na świat jako córka Hermanna Izydora Otto i Antoniny z Borzyszkowskich Żelewskich. Pochodziła z rodziny ziemiańskiej. Kształciła się we Francji.
W 1898, po zdaniu egzaminu nauczycielskiego, zamieszkała w Gdańsku. Do 1904 pracowała w prywatnej żeńskiej szkole we Wrzeszczu, a w latach 1905–1922 w prywatnej szkole powszechnej przy Kaplicy Królewskiej. Uczyła języka francuskiego. W czasie I wojny światowej prowadziła tajne nauczanie języka polskiego.
W 1919 założyła Towarzystwo Młodzieży Żeńskiej. Organizowało zebrania, pogadanki o polskiej historii i literaturze, kursy zawodowe i doszkalające, przedstawienia amatorskie i wycieczki przyrodnicze na teren II RP. Była pierwszą prezeską towarzystwa.
Była współtwórczynią i jedną z pierwszych nauczycielek Gimnazjum Polskiego Polskiej Macierzy Szkolnej. Uczyła języka francuskiego i niemieckiego. Była organizatorką życia kulturalnego szkoły, w której pracowała w latach 1922–1931. Wyrównywała różnice językowe między dziećmi z różnych środowisk i regionów, nie tylko z Pomorza Gdańskiego. W 1926 podpisała się w Polskiej Deklaracja o Podziwie i Przyjaźni dla Stanów Zjednoczonych.
W 1921 zorganizowała i prowadziła Polską Misję Dworcową w Gdańsku. Zajmowała się ochroną dziewcząt przybywających do miasta ze wsi do pracy u bogatych mieszczan niemieckiego pochodzenia, ochroną przed przestępstwami seksualnymi, wyzyskiem jako tania siła robocza. Przygotowywano dokumenty, udzielano zapomóg finansowych, pomagano w znalezieniu zatrudnienia lub powrocie do domu. Samotne dziewczęta kwaterowano w schronisku przy ulicy Nowe Ogrody. Żelewska organizowała pracę wolontariuszek, pełniła dyżury dworcowe. Poza tym odwiedzała kobiety w aresztach i udzielała im pomocy. W misji działało ok. 40 kobiet. Żelewska współorganizowała filię misji w Nowym Porcie. Otwarcie nastąpiło w 1929.
Była założycielką i opiekunką Katolickiego Stowarzyszenia Młodzieży w Gdańsku.

## Ordery i odznaczenia
- Srebrny Krzyż Zasługi (1 sierpnia 1929)[7]

## Upamiętnienie
Była jedną z bohaterek projektu o kobietach Wolnego Miasta Gdańska pt. Gdańskie miniatury (rok szkolny 2012/2013: Nie ma historii bez kobiet i kolejne). Materiały opracował Krzysztof Murawski. W 2016 była jedną z bohaterek spaceru trasą Działaczek Polonijnych Wolnego Miasta Gdańska organizowanego przez Gdańskie Centrum Informacji Turystycznej.